# Lucila Quiroga
 Lucila Mariana Quiroga López (La Paz, Bolivia; 16 de septiembre de 1988) es una modelo y presentadora de televisión boliviana.
Lucila Quiroga nació el 16 de septiembre de 1988 en la ciudad de La Paz. Comenzó sus estudios primarios en 1994 en su ciudad natal. En 2003, a sus 15 años, se trasladó a vivir a la ciudad de Santa Cruz de la Sierra de donde salió bachiller el año 2005.
Lucila incursiona en el ámbito del modelaje en el año 2006, a sus 18 años de edad, formando parte en ese entonces de las Magníficas de Pablo Manzoni. Cabe mencionar que la hermana mayor de Lucila ya formaba parte de las Magníficas, la cual le ayudó mucho a Lucila a ingresar al modelaje.
Lucila Quiroga ingreso a la televisión boliviana el año 2005 en la cadena televisiva Red Bolivisión. Posteriormente trabajó como presentadora de televisión del programa "Pura Vida" de la Red UNO.
En junio de 2014, Lucila ingresó a trabajar como presentadora de noticias en la Red ATB. Estuvo en esa cadena televisiva hasta 2017. 
El 31 de mayo de 2018, a sus 30 años de edad, Lucila Quiroga contrajo matrimonio con Erwin Quintanilla en Puerto Vallarta, México. Actualmente, Lucila reside con su esposo en la ciudad de Pensilvania, Estados Unidos.